# محمدجواد فاضل لنکرانی
محمدجواد فاضل لنکرانی (زاده ۱۳۴۱، قم) روحانی شیعه، مدرس سطوح عالی حوزه علمیه قم، عضو جامعه مدرسین حوزه علمیه قم و رئیس مرکز فقهی ائمه اطهار است. وی فرزند محمد فاضل لنکرانی از مراجع شیعه است.

## دوران تحصیل
وی تحصیلات ابتدائی را در قم آغاز کرد؛ و سپس به دلیل تبعید پدرش توسط حکومت پهلوی در یزد ادامه داد، و سپس در قم در حین اخذ دیپلم علوم انسانی در سال ۱۳۵۶ شمسی دروس حوزوی را آغاز نمود و در سال ۱۳۶۱ شمسی به دروس خارج فقه و اصول راه یافت.

## فعالیت‌های علمی و فرهنگی
وی علاوه بر اهتمام به مباحث علمی، اداره دفاتر مرجعیت شیعه در شهرها و کشورهای مختلف را بر عهده داشته و دارد و در دوران پانزده سال مرجعیت پدرش، پاسخ به استفتائات زیر نظر وی بود. وی ریاست عالیه مرکز فقهی ائمه اطهار را نیز بر عهده دارد، این مرکز در سال ۱۳۷۶ به دستور پدر وی تأسیس گردیده و عهده‌دار تربیت متخصصان فقیه و مجتهدان آگاه به زمان در راستای پاسخگویی به نیازهای زمان است؛ تا بتوانند نیازهای فقهی و دینی نسل حاضر را پاسخگو باشند. در این مرکز، علاوه بر امور آموزشی، به امور پژوهشی هم توجه می‌شود و دارای کتابخانه تخصصی فقه و اصول است. به عنوان وصی پدر خود، تمامی امور علمی و مالی آن مرجع درگذشته به او واگذار شده‌است.

## فعالیت‌های سیاسی
وی در سال‌های تبعید پدر در نوجوانی نیز همراه او بود و همواره از مسائل مهم نهضت آگاه بود. وی در سال ۱۳۷۴ شمسی به دعوت بزرگان، به عنوان یکی از اعضای تأثیرگذار جامعه مدرسین حوزهٔ علمیه قم انتخاب شد.

## تالیفات
توجّه وی به طرح مسائل نو پیدا و مورد ابتلا، یکی از ویژگی‌هایی مباحث او است. بحث نوپیدای تأثیر زمان و مکان در اجتهاد و نیز تلقیح مصنوعی،
حق‌التألیف، طواف از طبقه اوّل مسجد الحرام و استفاده از تلسکوپ در رویت هلال ماه از زمره این مباحث است؛ و تألیفاتی نیز از او در رابطه با آن‌ها منتشر شده‌است؛ که نوآوری‌های فقهی و اصولی متعدّدی در آن‌ها به چشم می‌خورد. طرح این مباحث به صورت گسترده، همراه با ارائه مباحثی نو و بدیع، از دیگر ویژگی‌های او است و کتاب‌های قواعد فقهیّه او ـ لاحرج و ضمان ید ـ شاهد صدقی بر این مدّعاست.
توجّه به مباحث قرآنی و تدریس آیات الاحکام ـ آیات مربوط به خمس، حجاب و نکاح ـ به صورت مبسوط، به گونه‌ای که پاسخگوی شبهات موجود نیز هست، از دیگر امتیازات علمی وی به‌شمار می‌آید.

وی علاوه بر دریافت اجازه اجتهاد مطلق از سوی پدرش در سال ۱۳۷۶، از سوی شورای عالی حوزه علمیه قم نیز در تاریخ ۱۳/۸/۱۳۸۱ مدرک علمی سطح چهار در رشته فقه و اصول، که همان اجتهاد است را با معدّل هجده اخذ کرده‌است.

کتاب‌های زیر بخشی از تالیفات او است:

بررسی فقهی سلاح‌های کشتار جمعی

بررسی فقهی ـ حقوقی تلقیح مصنوعی

پژوهشی فقهی درباره طواف از طبقه اوّل مسجدالحرام

اعتبار ابزار جدید در رویت هلال

اسرار و آداب نماز

حجاب و نظام اسلامی

خمس، انفال، فیء در قرآن کریم

ربا در قرآن کریم

مشروعیت اجرای حدود اسلامی در زمان غیبت

نخبة الأنظار فی حرمان الزوجة من الاراضی والعقلم

قاعدة الفراغ والتجاوز

قاعده الزام

الطواف بالکعبة المشرّفة من الطابق الأوّل

حق‌التألیف

قاعده ضمان ید

قاعده فراغ و تجاوز

قاعده لاحرج

بحث تفسیر موضوعی پیرامون آیات معاد

برائت عقلی، تخییر و احتیاط

ارث زوجه از زمین

بحوث فی آیات الاحکام - الخمس

التلقیح الصناعی ، دراسة فقهیة - حقوقیة

اعتبار الأجهزة الحدیثة فی رؤیة الهلال

رسائل فی الفقه والاصول

مباحث اخلاقی درس خارج اصول

## مقالات
علاوه بر تدریس او به تألیف مقالات علمی نیز توجّه خاص دارد، به گونه‌ای که در کنگره‌های علمی بزرگی چون کنگره شیخ اعظم انصاری، مقدّس اردبیلی و سید روح‌الله خمینی شرکت فعّال داشته، و مقالات علمی متعدّدی ارائه داده‌است که تمامی آن‌ها علاوه بر انتشار، در صحن همایش نیز قرائت گردیده‌است.

عناوین زیر بخشی از مقالات او است:

الطواف من الطابق الأوّل، دراسة فقهیة استدلالیة(عربی)

زمان و مکان و علم فقه

رسالة فی التقیة (عربی)

پاسخ به شبهات پیرامون ارتداد

دین در عصر ظهور

نگاهی کوتاه به روش استنباطی ملا احمد نراقی در مستند الشیعة

دفاع از حریم قرآن

رسالة فی حقیقة الوضع (عربی)

رسالة فی شرطیة الابتلاء (عربی)

حجیة الکتابة فی الفقه الإسلامی (عربی)

تئوری عدالت در حکومت اسلامی و ولایت فقیه

بررسی فقهی موضوع «تکثیر و تنظیم جمعیت»